# 二泉书院
31°34′55″N 120°15′56″E / 31.58202°N 120.26544°E
二泉书院旧址，位于中华人民共和国江苏省无锡市惠山区惠山寺，是江苏省文物保护单位。

## 特点
正德十一年（1516年），明朝南京礼部尚书邵宝在听松坊购地建造。嘉靖六年，邵宝去世后，其后裔更改为邵文庄公祠。明朝万历年间按察使蔡献臣出资修缮，天启年间无锡知县刘五纬重修。清朝顺治年间，督学佥事张能麟修葺。乾隆五十七年（1792年），顾光旭重修。道光十九年（1839年），邵涵初等又修。房屋为三进二庑硬山顶建筑风格。院内留有邵宝老师李东阳题款的《五贤遗像》刻石和邵涵撰文并题款的六人画像碑，以及清朝移入的《点易台铭》四面碑。

## 保护
1986年7月23日，无锡市人民政府公布其为无锡市文物保护单位。1995年4月19日，江苏省人民政府认定“《点易台铭》四面碑”为江苏省文物保护单位。2001年当地政府对其进行修葺，2002年1月竣工；同年文保扩建为二泉书院旧址，再次认定为第五批省级文物保护单位。